# Margrete af Frankrig, dronning af England
Margrete af Frankrig (ca. 1279 - 14. februar 1318) var dronning af England som den anden hustru til Kong Edvard 1. Hun var datter af Filip 3. af Frankrig og Marie af Brabant.

## Liv
Hendes far døde, da hun var seks år gammel, og hun voksede op under vejledning af sin mor og Johanne 1. af Navarra, hendes halvbror Kong Filip 4.'s hustru.

### Dronning
Eleonora af Kastilien, Edvards 1.'s højtelskede første hustrus død i en alder af 49 år i 1290, efterlod ham i stor sorg. Det var imidlertid meget til Edvards fordel for at kunne indgå fred med Frankrig for at frigøre sig til at kunne koncentrere sig om sine krige i Skotland. Derudover, med kun en søn i live, var Edvard 1. ivrig efter at beskytte den engelske trone med yderligere arvinger. I sommeren 1291 havde den engelske konge forlovet sin søn og arving, den fremtidige Edvard 2., med Blanka, halvsøster til den franske konge Filip 4. for at opnå fred med Frankrig. Da han imidlertid hørte om hendes berømte skønhed, besluttede Edvard at gøre sin søns brud til sin egen og sendte udsendinge til Frankrig. Filip indvilligede i at give Blanka i ægteskab til Edvard på de betingelser, at en våbenhvile skulle indgås mellem de to lande, og at Edvard ville opgive provinsen Gascogne.
Edvard indvilligede og sendte sin bror Edmund Krogryg, jarl af Lancaster, for at hente sin nye brud. Edvard var dog blevet bedraget, for Blanka skulle giftes med Rudolf, den ældste søn af Kong Albrecht 1. af Tyskland. I stedet tilbød Filip at hans yngre søster Margrete kunne giftes med Edvard (på det tidspunkt 55 år). Efter at have hørt dette erklærede Edvard krig mod Frankrig og nægtede at gifte sig med Margrete. Efter fem år blev der indgået en våbenhvile under indflydelse af Pave Bonifatius 8. En række traktater i første halvdel af 1299 lagde betingelser for et dobbelt ægteskab: Edvard 1. ville gifte sig med Margrete og hans søn ville gifte sig med Isabella, Filips eneste overlevende datter. Derudover ville det engelske monarki få det vigtige territorium Guyenne tilbage og modtage £15.000 i gæld til Margrete såvel som tilbageleveringen af Eleonora af Kastiliens besiddelser i Ponthieu og Montreuil som enkesæde først for Margrete og derefter Isabella.
Edvard var på det tidspunkt 60 år gammel, mindst 40 år ældre end sin brud. Brylluppet fandt sted i Canterbury den 10. september 1299. Margrete blev aldrig kronet på grund af økonomiske begrænsninger og var den første ukronede dronning siden normannernes erobring i 1066. Dette mindskede dog på ingen måde hendes værdighed som kongens hustru, for hun brugte den royale titel i sine breve og dokumenter og optrådte offentligt iført en krone, selvom hun ikke havde modtaget én under en formel kroningsceremoni.
Edvard vendte snart tilbage til den skotske grænse for at fortsætte sine felttog og efterlod Margrete i London, men hun var hurtigt blevet gravid efter brylluppet. Efter flere måneder i kedsomhed og ensomhed, besluttede den unge dronning at slutte sig til sin mand. Intet kunne have glædet kongen mere, for Margretes handlinger mindede ham om hans første hustru Eleonora, som havde født to af hendes seksten børn i udlandet.
Efter mindre end et års ægteskab fødte Margrete en søn, Thomas af Brotherton, der blev opkaldt efter Thomas Becket, da hun havde bedt til ham under sin graviditet.
Det næste år fødte hun endnu en søn, Edmund.
Mange, der faldt under kongens vrede, blev reddet fra en for streng straf af dronningens indflydelse på sin mand, og erklæringen benådet alene efter forbøn fra vores kæreste hustru, dronning Margrete af England, begynder at optræde. I 1305 fungerede den unge dronning som mægler mellem sin stedsøn og mand ved at forene arvingen med sin aldrende far og berolige hendes mands vrede.
Hun støttede Franciskanerordenen og støttede finansielt en ny stiftelse i Newgate. Margrete ansatte trubaduren Guy de Psaltery, og både hun og hendes mand nød at spille skak. Hendes stedsøn, den fremtidige Kong Edvard 2. (blot to år yngre end hende selv), og Margrete blev også glade for hinanden: Han forærede hende en dag en dyr rubin- og guldring, og ved én lejlighed reddede hun mange af prinsens venner fra kongens vrede.
Det mismatchede par var lyksageligt lykkelige. Da Blanka døde i 1305 (hendes mand var aldrig blevet kejser), beordrede Edvard hele hoffet til at sørge for at behage sin dronning. Han havde indset, at den hustru, han havde fået, var "en perle af stor værdi", da Margrete blev respekteret for sin skønhed, dyd og fromhed. Samme år fødte Margrete en pige, Eleonora, opkaldt til ære for Edvards første hustru, et valg der overraskede mange og beviste at Margrete på ingen måde havde en jaloux karakter.
I 1307 drog Edvard på sommerfelttog til Skotland. Margrete fulgte med ham. Edvard døde i Burgh by Sands.

### Enkedronning
Margrete giftede sig aldrig igen efter Edvards død i 1307, til trods for at hun blo var 26 år, da hun blev enke. Hun hævdedes at have udtalt, at "da Edvard døde, døde alle mænd for mig".
Margrete var ikke glad, da Edvard 2. ophøjede Piers Gaveston til jarl af Cornwall efter sin fars død, da titlen havde været beregnet til en af hendes egne sønner. Hun deltog i den nye konges bryllup med sin halvniece, Isabella af Frankrig, og der blev lavet en sølvkiste med begge deres våbenskjold. Efter Isabellas kroning trak Margrete sig tilbage til Marlborough Castle (som på dette tidspunkt var et enkesæde), men hun forblev i kontakt med den nye dronning og med sin halvbror Filip 4. gennem breve i de forvirrende tider, der førte op til Gavestons død i 1312. Margrete var også et offer for Gavestons indflydelse på hendes stedsøn. Edvard 2. gav adskillige af sine enkebesiddelser til sin favorit, herunder Berkhamsted Castle. I maj 1308 meddelte en anonym informant, at Margrete havde samlet 40.000 £ sammen med Filip 4. for at støtte de engelske baroner mod Gaveston. På grund af denne handling blev Gaveston kortvarigt landsforvist, og Margrete forblev temmelig uantastet af opkomlingen indtil hans død i juni 1312.
Hun var til stede ved fødslen af den fremtidige Edvard 3. i november 1312.
Den 14. februar 1318 døde hun på sit slot i Marlborough. Klædt i en franciskansk dragt blev hun begravet i Christ Church Greyfriars i London, en kirke hun generøst havde støttet. Hendes grav, smukt udskåret, blev ødelagt under Reformationen.

## Børn
I alt fødte Margrete tre børn:
- Thomas af Brotherton, 1. jarl af Norfolk (1. juni 1300 - 4. august 1338)[10]
- Edmund af Woodstock, 1. jarl af Kent (5. august 1301 - 19. marts 1330)[10]. Gennem ham blev Margrete oldemor til Richard 2. af England.
- Eleonora of England (4. maj 1306 - 1311)[10] Døde i Amesbury Abbey, begravet i Beaulieu Abbey.